# Dan O'Brien
Pour les articles homonymes, voir Daniel O'Brien.
Daniel Dion O'Brien dit Dan O'Brien, né le 18 juillet 1966 à Portland dans l'Oregon, est un athlète américain, pratiquant le décathlon. Considéré comme l'un des meilleurs spécialistes de la discipline dans les années 1990, il devient champion olympique en 1996 après avoir remporté trois titres mondiaux consécutifs de 1991 à 1995, et détenu le record du monde durant près de sept ans.

## Biographie
Dan O'Brien est un enfant trouvé, d'origine américaine et finnoise, adopté par une famille irlando-américaine de Klamath Falls, en Oregon. Il commence le décathlon à l'âge de 16 ans et réalise déjà la performance de 5 583 points, puis 7 891 points deux ans plus tard. Qualifié pour les sélections olympiques américaines de 1988, il est contraint à l'abandon à cause d'une blessure contractée lors de l'épreuve du saut en longueur. Étudiant à l'Université d'Idaho, il est épaulé par l'entraîneur Mike Keller qui l'aide à réaliser 8 483 points, puis 8 844 points lors des Championnats des États-Unis 1991. Pour ses débuts sur la scène internationale, les Championnats du monde de Tokyo, O'Brien remporte la médaille d'or en établissant à l'occasion un nouveau record de la compétition. Avec 8 812 points, il devance au classement final la Canadien Mike Smith et l'Allemand Christian Schenk, et améliore ses records personnels sur le 400 m (46 s 53) et au saut à la perche (5,20 m). L'année suivante, il échoue aux sélections américaines en ne parvenant pas à franchir la moindre barre à la perche, et ne participe donc pas aux Jeux olympiques de 1992 à Barcelone remportés par le Tchèque Robert Zmelik. Non découragé par cette contre-performance, Dan O'Brien établit, le 5 septembre 1992, le nouveau record du monde du décathlon avec 8 891 points, lors du meeting Décastar de Talence. Régulier sur les deux journées de compétitions, il reste néanmoins en dessous de ses meilleures performances par épreuves qui lui auraient permis de franchir le cap des 9 000 points.
En 1993, O'Brien conserve son titre lors des Championnats du monde de Stuttgart malgré le record personnel réalisé par son dauphin, le Biélorusse Eduard Hämäläinen. L'Américain signe un nouveau record des championnats avec 8 817 points. Dominé à plusieurs reprises par Hämäläinen la saison suivante, il totalise par deux fois 8 700 points et améliore sa meilleure performance sur 110 m haies (13 s 81) et au saut en hauteur (2,20 m). Il parvient à obtenir une troisième couronne mondiale lors des Championnats du monde 1995 de Göteborg, avec 8 700 points, dominant le Biélorusse de plus de 200 points, et ce malgré une première journée de compétition sans grands exploits. En début d'année suivante, O'Brien se fixe un double objectif, franchir les 9 000 points et devenir champion olympique. En août 1996, il remporte la médaille d'or du décathlon des Jeux olympiques de 1996 d'Atlanta, devançant l'Allemand Frank Busemann et le Tchèque Tomáš Dvořák. Auteur de 8 824 points (à 67 points seulement de son propre record du monde), l'Américain signe son quatrième succès en quatre ans lors d'une grande compétition internationale.
Il se blesse en début de saison 1997 et est contraint de renoncer à participer aux Championnats du monde d'Athènes, mettant fin à tout espoir de s'adjuger une quatrième couronne mondiale consécutive. Il fait son retour sur les pistes d'athlétisme lors des Goodwill Games 1998 à Uniondale et réalise le score prometteur de 8 755 points. En 1999, il est destitué de son record du monde par Tomáš Dvořák qui frôle la barre des 9 000 points (8 994) lors de la Coupe d'Europe d'athlétisme à Prague.
En juin 2012, Dan O'Brien est intronisé au Temple de la renommée de l'IAAF.

## Palmarès

### International
| Date | Compétition                    | Lieu      | Résultat | Épreuve    | Points |
| ---- | ------------------------------ | --------- | -------- | ---------- | ------ |
| 1991 | Championnats du monde          | Tokyo     | 1er      | Décathlon  | 8 812  |
| 1993 | Championnats du monde en salle | Toronto   | 1er      | Heptathlon | 6 476  |
| 1993 | Championnats du monde          | Stuttgart | 1er      | Décathlon  | 8 817  |
| 1995 | Championnats du monde          | Göteborg  | 1er      | Décathlon  | 8 695  |
| 1996 | Jeux olympiques                | Atlanta   | 1er      | Décathlon  | 8 824  |

### National
- Championnats des États-Unis d'athlétisme :
  - vainqueur du décathlon en 1991, 1993, 1994 et 1996, 2e en 1990

## Records
Le 5 septembre 1992, Dan O'Brien établit au Décastar de Talence un nouveau record du monde du décathlon avec 8 891 points.
| Épreuve           | Performance   | Date                             | Lieu                     |
| ----------------- | ------------- | -------------------------------- | ------------------------ |
| 100 m             | 10 s 41       | 29/08/1991                       | Tokyo                    |
| Saut en longueur  | 7,99 m        | 19/08/1993                       | Stuttgart                |
| Lancer du poids   | 16,24 m       | 29/08/1991                       | Tokyo                    |
| Saut en hauteur   | 2,13 m        | 06/08/1995                       | Göteborg                 |
| 400 m             | 46 s 53       | 29/08/1991                       | Tokyo                    |
| 110 m haies       | 13 s 47       | 27/05/1995                       | San José                 |
| Lancer du disque  | 52,71 m       | 11/05/2002                       | Modesto                  |
| Saut à la perche  | 5,20 m        | 07/08/1995 20/08/1993 30/08/1991 | Göteborg Stuttgart Tokyo |
| Lancer du javelot | 62,90 m       | 07/08/1995                       | Göteborg                 |
| 1 500 m           | 4 min 37 s 50 | 30/08/1991                       | Tokyo                    |
| Décathlon         | 8 891 pts     | 05/09/1992                       | Talence                  |